# Futbola Klubs Starts Brocēni
Il Starts Brocēni (ufficialmente Futbola Klubs Starts Brocēni), è stata una società calcistica lettone con sede nella città di Brocēni.

## Storia
Fondata nel 1961 come CSK Brocēni, al suo primo anno di attività si piazzò subito quarto in campionato e vinse la Coppa di Lettonia.
Nel 1968 assunse la denominazione finale di Starts: il cambio di nome fu accompagnato dalla vittoria contemporanea di Coppa e Campionato. In seguito non raggiunse più risultati così importanti, retrocedendo nella seconda serie nel 1972 e nel 1980, in entrambi i casi riconquistando immediatamente la massima serie.
La retrocessione del 1982, invece, vide lo Starts non ritornare in massima serie per 9 anni: solo nel 1991, ultimo anno prima dell'indipendenza, lo Starts si riaffacciò in massima serie e disputò nel 1992 disputò la prima stagione di Virslīga, per altro conseguendo l'undicesimo posto finale e l'immediata retrocessione in 1. Līga.
Dopo un quarto posto nel 1993, riconquistò, grazie al secondo posto del 1994, la Virslīga. Qui rimase per due anni con buoni risultati (un quarto e un sesto posto finale, in entrambi i casi disputando il girone per il titolo), ma al termine della stagione perse il diritto di giocare in massima serie a causa di problemi finanziari.
La squadra fu iscritta in 1. Līga, ma spostò la sua sede a Saldus, cambiando ragione sociale in Futbola Klubs Saldus e di fatto cessando la sua storia. Nel 2004 alla squadra fu aggiunta la denominazione Brocēni divenendo Futbola Klubs Saldus/Brocēni.

## Palmarès

### Competizioni nazionali
- Coppa Lettone Sovietica: 1

1961, 1968
- Campionato sovietici lettoni: 1

1968

### Altri piazzamenti
- 1. Līga:

Secondo posto: 1994